# Abisynia (Starachowice)
Abisynia – część miasta Starachowice. Leży na południu miasta, w rejonie ulic Składowej i Ostrowieckiej. Jest to teren przemysłowy.